# Rock the House Live!

Rock the House Live! est le deuxième album live de Heart. Leur premier était le Greatest Hits Live en 1980, qui était une compilation de pistes enregistrés en concert. Cet album contient certain succès ainsi que certains inédits.

## Liste des pistes
1. "Wild Child"
2. "Fallen from Grace"
3. "Call of the Wild"
4. "How Can I Refuse"
5. "Shell Shock"
6. "Love Alive"
7. "Under the Sky"
8. "The Night"
9. "Tall, Dark, Handsome Stranger"
10. "If Looks Could Kill"
11. "Who Will You Run To"
12. "You're The Voice"
13. "The Way Back Machine"
14. "Barracuda"